# Nachi (Schiff)
Die Nachi (jap. 那智) war ein Schwerer Kreuzer der Kaiserlich Japanischen Marine und wurde als zweites Schiff der vier Einheiten umfassenden Myōkō-Klasse auf Kiel gelegt, allerdings als erstes Schiff fertiggestellt. Die Nachi war damit der erste Kreuzer der japanischen Marine, der nach den Bedingungen des Washingtoner Flottenvertrages als 10.000-Tonnen-Vertragskreuzer fertiggestellt wurde. Benannt wurde der Kreuzer nach dem Berg Nachi in der Präfektur Wakayama im Süden von Honshū. Der Kreuzer wurde im Pazifikkrieg eingesetzt und am 5. November 1944 durch US-amerikanische Flugzeuge versenkt.

## Modifizierungen und Umbauten
Knapp vier Jahre nach der Indienststellung erfolgten erste Veränderungen am Schiff, dabei wurden ab 1932 die zehn 20-cm-Geschütze der Hauptartillerie (Modell 3 Nendo shiki 1 Gō 20 cm) gegen zehn modernere 20,3-cm-Geschütze ausgetauscht (Modell 3 Nendo shiki 2 Gō 20,3 cm). Zudem wurde der vordere Schornstein um etwa zwei Meter erhöht, da sich während der Probefahrten Qualmprobleme auf der Kommandobrücke gezeigt hatten.
Zwischen Februar 1935 und Juni 1936 und ein weiteres Mal zwischen Juni und Dezember 1937 wurde die Nachi umfangreichen Umbaumaßnahmen unterzogen. Hierbei wurden die starr und seitlich im Rumpf eingebauten Torpedorohre, der Flugzeughangar und die sechs älteren 12-cm-Geschütze der Mittelartillerie von Bord genommen. Stattdessen erhielt das Schiff acht 12,7-cm-Mehrzweckgeschütze in vier Doppellafetten, zwei schwenkbare Vierlingsrohrsätze für 60,9-cm-Torpedos des Typs 93 und zwei Katapulte sowie vier Seebeobachtungsflugzeuge vom Typ Nakajima E8N; es befanden sich allerdings selten mehr als zwei Maschinen an Bord. Weiterhin wurden die Längs- und Querverstrebungen des Rumpfes verstärkt. Da durch die Umbauten die Stabilität beeinflusst wurde und das Gewicht zunahm, erweiterte man im Rahmen der Baumaßnahmen auch die Seitenwulste des Schiffes.
Zwischen 1939 und 1941 wurde die Bewaffnung der Nachi weiter verstärkt, neben zwei 13,2-mm-Zwillings-Maschinengewehren wurden acht 2,5-cm-Flak in Zwillingslafetten eingebaut, und der Kreuzer erhielt zwei weitere Vierlingsrohrsätze für 60,9-cm-Torpedos des Typs 93. Ferner kamen leistungsfähigere Katapulte und drei moderne Aufklärungsflugzeuge an Bord. Die leichte Flak wurde im Laufe des Zweiten Weltkriegs laufend weiter verstärkt. 1943 wurden die 13,2-mm-MGs durch zwei 2,5-cm-Zwillingskanonen ersetzt, zwei weitere Zwillingslafetten wurden in den achteren Aufbauten ergänzt (Gesamtzahl: 16 Rohre). Im Januar 1944 kamen acht 2,5-cm-Einzellafetten hinzu. Im Herbst 1944 war die Zahl der 2,5-cm-Flak auf 48 angewachsen, verteilt auf zehn Zwillingslafetten (zwei zusätzliche auf der Schanz) und 28 Einzellafetten.
1943 erhielt die Nachi ein Typ-21-Radar auf dem Vormast, zeitweise als Probeinstallation mit der A7-Antenne (4×4 Dipole), die später speziell auf Luftabwehrschiffen eingesetzt werden sollte (Maya, Isuzu), dauerhaft dann mit der für Kreuzer üblichen A6-Antenne (4×3 Dipole). Im Januar 1944 folgten zwei Typ-22-Seesuchanlagen beidseits der Brücke, im Herbst 1944 ein Typ-13-Luftsuchradar, das im Gegensatz zu den drei Schwesterschiffen (dort am Großmast) bei der Nachi hinten am Vormast installiert wurde.
Zur Gewichtskompensation für die Verstärkung von Flak und Radar wurden 1944 zwei Vierfach-Torpedorohrsätze samt Nachladesystem (verbleibend: zwei Vierlingssätze) und zwei Suchscheinwerfer abgegeben.

## Einsätze
Ein halbes Jahr nach der Indienststellung und nach dem Abschluss der Erprobungsphase diente die Nachi zunächst gemeinsam mit ihren drei Schwesterschiffen im 4. Kreuzergeschwader. Dabei wurde das Schiff im Mai 1929 vom japanischen Kaiser Hirohito genutzt, um eine Inspektionsreise entlang der Küste des Distrikts Kansai durchzuführen. Der Tennō machte sich dabei ein Bild von der wirtschaftlichen Entwicklung in den Städten Osaka, Kyōto, Kōbe und Nagoya.
Nach zahlreichen Werftaufenthalten, bedingt durch ständige Umbauten, bildete die Nachi ab Dezember 1937 zusammen mit ihren drei Schwesterschiffen das 5. Kreuzergeschwader, welches sich nach Ausbruch des chinesisch-japanischen Krieges in den folgenden zwei Jahren fast nur in chinesischen Gewässern aufhielt.

### Zweiter Weltkrieg
Nach dem japanischen Angriff auf Pearl Harbor am 7. Dezember 1941 war die Nachi Teil der 3. Flotte von Vizeadmiral Takahashi Ibō und operierte gemeinsam mit ihrem Schwesterschiff Myōkō gegen die südlichen Philippinen. Hierbei deckte der Kreuzer am 11. Dezember 1941 die Landungen bei Legazpi im Süden Luzons und am 19./20. Dezember 1941 auch die Invasion bei Davao auf Mindanao. Am Weihnachtstag 1941 unterstützte das Schiff ferner die Landung auf der Insel Jolo.
Zu Beginn des Jahres 1942 nahm die Nachi gemeinsam mit ihren drei Schwesterschiffen und als Teil des 5. Kreuzergeschwaders von Konteradmiral Tanaka Raizō an den japanischen Angriffen auf die niederländisch-ostindische Inselwelt teil. Dabei sicherte der Kreuzer die Landungen bei Kendari und Menado auf Celebes und die Invasion auf Timor ab. Im Rahmen des japanischen Vorstoßes in Richtung Java wurde die Nachi, eingesetzt zur Sicherung der japanischen Truppentransporte, in die Schlacht in der Javasee verwickelt. Im Verlauf der rund neun Stunden dauernden Schlacht versenkte die Nachi den niederländischen Leichten Kreuzer Java durch mindestens einen Torpedotreffer und beschädigte zahlreiche weitere alliierte Schiffe. Am 1. März 1942 stellte das Schiff gemeinsam mit den Schwesterschiffen Ashigara, Myōkō und Haguro sowie vier Zerstörern vor der Sundastraße den nach Süden fliehenden britischen Schweren Kreuzer Exeter und zwei Zerstörer. Dabei sanken der britische Kreuzer und der Zerstörer Encounter nach zahlreichen Artillerie- und Torpedotreffern des japanischen Geschwaders.
Nach der Kampagne gegen die niederländisch-ostindische Inselwelt verlegte der Kreuzer zurück nach Japan, wurde in Sasebo einer zweimonatigen Überholung unterzogen und danach den Streitkräften im Nordpazifik unterstellt. Hierbei wurde die Nachi Flaggschiff der 5. Flotte von Vizeadmiral Hosogaya Boshirō und nahm im Juni 1942 im Rahmen der Operationen gegen Midway an der Eroberung der Aleuten teil, wobei der Kreuzer die Landungen auf Kiska und Attu deckte.
Zwischen Juli 1942 und März 1943 wurde der Kreuzer hauptsächlich zu Versorgungsfahrten und für Sicherungsaufgaben zwischen Japan und den Aleuten eingesetzt. Bei einer dieser Fahrten stieß die Nachi am 26. März 1943 bei den Komandorski-Inseln – etwa 100 Seemeilen östlich von Kamtschatka – gemeinsam mit dem Schweren Kreuzer Maya, den Leichten Kreuzern Abukuma und Tama sowie fünf Zerstörern auf eine amerikanische Kampfgruppe unter Konteradmiral Charles H. McMorris, die aus dem Schweren Kreuzer Salt Lake City, dem Leichten Kreuzer Richmond und vier Zerstörern bestand. Die Amerikaner waren zuvor von ihrer Funkbeobachtung über den japanischen Konvoi informiert worden, hatten allerdings die wahre Stärke der Japaner unterschätzt und deshalb einen zahlenmäßig schwächeren Verband in See geschickt. In der sich entwickelnden sogenannten Seeschlacht bei den Komandorski-Inseln (einer der letzten klassischen Artilleriekämpfe der Seekriegsgeschichte), bei welchem in Linienformation und fast bis zum Verbrauch der Munition gefochten wurde, konnte sich keines der beiden Geschwader durchsetzen. Da das Gefecht zudem auf große Distanz geführt wurde, erzielten beide Seiten auch nur wenige Treffer. Im Verlauf der Schlacht erhielt die Nachi einen 20,3-cm- und vier 15,2-cm-Treffer, welche einige Schäden an den Aufbauten anrichteten, das Bordstromnetz zeitweilig kollabieren ließen und 14 Besatzungsangehörige töteten. Außerdem wurde die Funkanlage zerstört. Bei den Amerikanern wurden die Salt Lake City schwer und ein Zerstörer mittelstark beschädigt. Die Japaner brachen die Schlacht nach dreieinhalb Stunden schließlich ab. Obwohl das Duell unentschieden endete, konnten die Amerikaner einen strategischen Sieg verbuchen, da die Japaner ihre Nachschubfahrt zu den Aleuten abbrachen. Die Versorgung der japanischen Stützpunkte auf den Aleuten wurde danach nur noch von U-Booten durchgeführt.

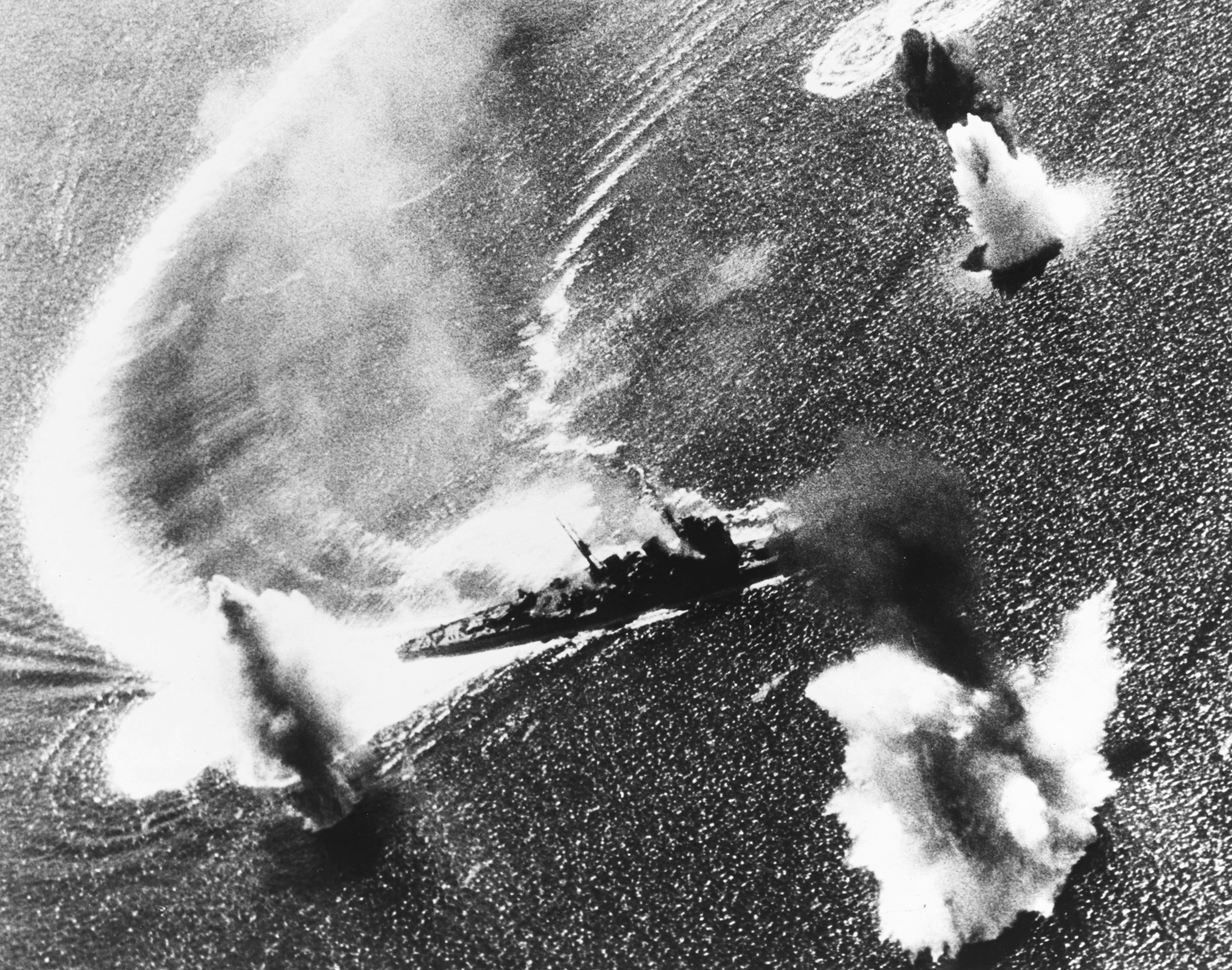
Auf ihrem letzten Einsatz im November 1944 manövriert die Nachi, um amerikanischen Fliegerbomben auszuweichen

Nachdem die Beschädigungen ausgebessert waren, nahm die Nachi Ende Mai 1943 an der Evakuierung der japanischen Garnison auf der Insel Kiska teil. Diese war verfügt worden, nachdem die Amerikaner ab dem 11. Mai die Nachbarinsel Attu erobert hatten (Operation Landcrab). Zwischen Juni 1943 und September 1944 befand sich der Kreuzer hauptsächlich in japanischen Gewässern und führte neben Wachaufgaben Trainingsmissionen durch. Dabei überstand die Nachi am 6. September 1943 vor Ominato einen Torpedoangriff des US-amerikanischen U-Boots Halibut (Commander Ignatius J. Galantin) unbeschadet – einer der Torpedos traf zwar, explodierte aber nicht.
Im Oktober 1944 wurde der Kreuzer im Rahmen der japanischen Gegenoffensive bei den Philippinen zum 2. Angriffsverband von Vizeadmiral Shima Kiyohide abkommandiert und nahm an der See- und Luftschlacht im Golf von Leyte teil. Gemeinsam mit dem Schweren Kreuzer Ashigara und acht Zerstörern stieß das Schiff in der Nacht des 25./26. Oktober 1944 in die Straße von Surigao vor. Da die japanische Hauptmacht in der Straße aber bereits zuvor fast vollständig vernichtet worden war, drehte Shima nach dem Abschuss einiger Torpedos wieder ab. Auf dem Rückweg stieß die Nachi mit dem schwer beschädigten und ebenfalls im Dunkeln zurückmarschierenden Kreuzer Mogami, einem der wenigen verbliebenen Schiffe der Vorhut der Japaner in der Surigaostraße, zusammen und zog sich erhebliche Schäden an der Steuerbordseite zu.
Nach dem Rückzug dockte die Nachi am 28. Oktober im Hafen von Manila ein, wurde aber dort bereits am 29. Oktober Ziel eines amerikanischen Luftangriffs. Dabei wurde der Kreuzer von einer 227-Kilogramm-Bombe getroffen, welche 53 Besatzungsmitglieder tötete. Zudem gab es viele Verletzte durch Bordwaffenbeschuss. Bereits am 3. November 1944 wurde die halbwegs reparierte Nachi wieder ausgedockt und sofort für eine Truppentransportmission in Richtung Ormoc abkommandiert.

### Verlust

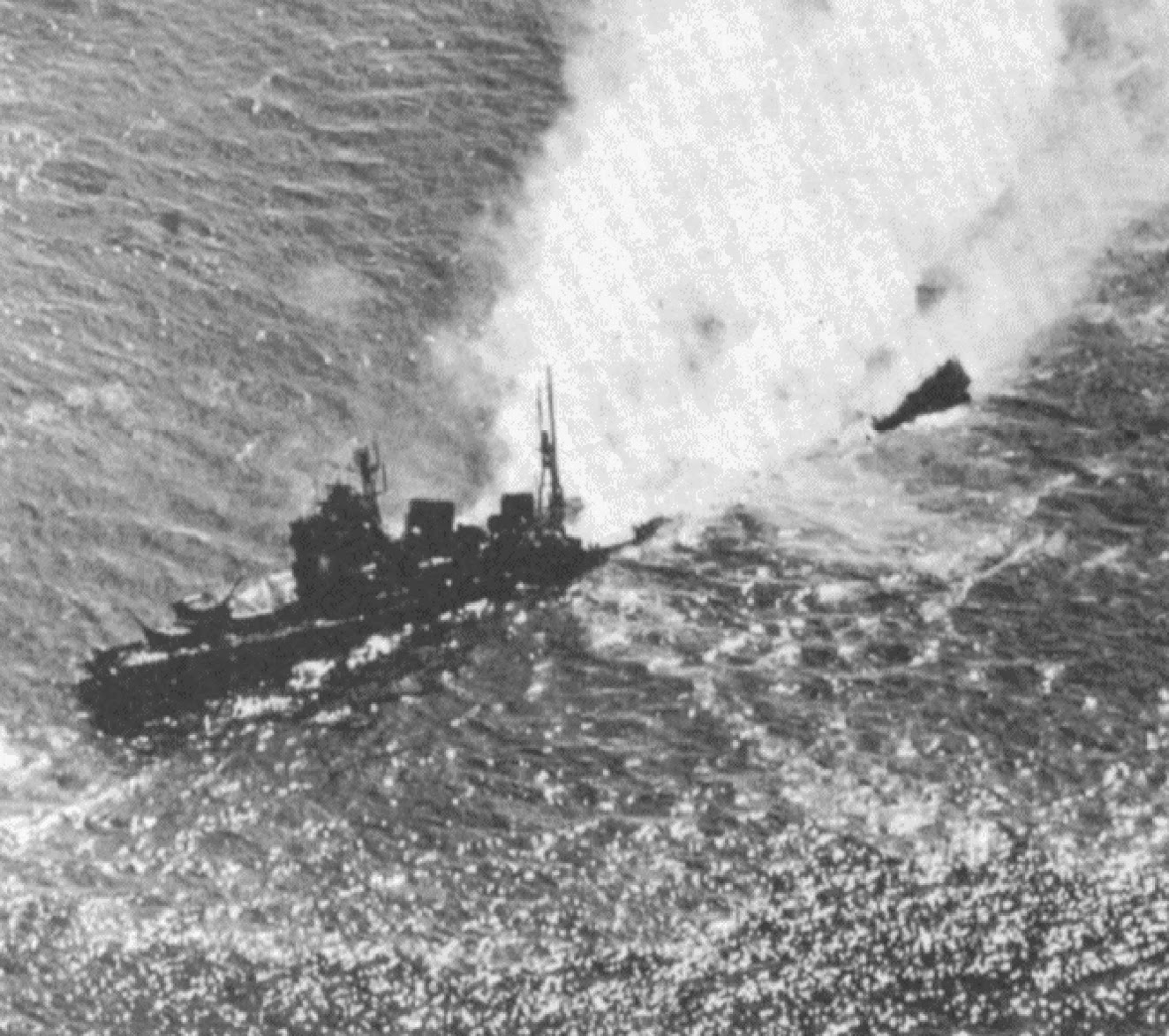
Von Torpedos und Bomben zerrissen, sinkt die Nachi am 5. November 1944

Am 5. November 1944 wurde gegen etwa 12:50 Uhr die nach Ormoc marschierende Nachi südlich der Festungsinsel Corregidor von rund 60 Flugzeugen der beiden US-Träger Lexington und Ticonderoga entdeckt und angegriffen. Dabei trafen mindestens fünf Bomben und zwei Torpedos den Kreuzer und machten ihn manövrierunfähig. Eine weitere Angriffswelle stürzte sich gegen 14:45 Uhr auf das treibende Schiff und erzielte innerhalb von fünf Minuten schätzungsweise acht Torpedo-, 20 Bomben- und rund ein Dutzend Raketentreffer. Die Nachi wurde durch dieses Bombardement in drei Teile zerrissen und sank in nur drei Minuten. Mit dem Schiff gingen der Kommandant, Kaigun-Taisa Enpei Kanooka, und 807 Besatzungsangehörige unter. Ferner starben 74 Angehörige des Stabes der 5. Flotte. Etwa 220 Überlebende wurden später gerettet oder erreichten die etwa zwölf Seemeilen entfernte Küste.
Aus den Aufzeichnungen der United States Navy geht hervor, dass im Wasser schwimmende, hilflose Überlebende des Kreuzers von tieffliegenden US-Kampfflugzeugen vorsätzlich angegriffen wurden, wobei es schätzungsweise 15–20 Opfer gab.

## Besonderheiten
An Bord der Nachi befanden sich geheime Aufzeichnungen über die japanischen Verteidigungsanlagen auf Luzon sowie diverse Radargeräte. Im Juli 1945 erforschten US-Taucher erstmals das in etwa 35 Metern Tiefe liegende Wrack und bargen einige der geheimen Daten. Zudem soll die Nachi einen Schatz von rund zwei Millionen Yen an Bord gehabt haben. Bis heute wurden fast 300 Tauchexpeditionen zum Schiff unternommen.

## Liste der Kommandanten
| Nr. | Name                                          | Beginn der Amtszeit | Ende der Amtszeit  | Bemerkungen                                                        |
| --- | --------------------------------------------- | ------------------- | ------------------ | ------------------------------------------------------------------ |
| 1.  | Kapitän zur See Niiyama Yoshiyuki             | 10. September 1928  | 30. November 1929  | seit 21. Mai 1928 mit der Baubelehrung betraut                     |
| 2.  | Kapitän zur See Onishi Jiro                   | 30. November 1929   | 1. Dezember 1930   |                                                                    |
| 3.  | Kapitän zur See Hirata Noboru                 | 1. Dezember 1930    | 1. Dezember 1931   |                                                                    |
| 4.  | Kapitän zur See Tabata Keigi                  | 1. Dezember 1931    | 1. Dezember 1932   |                                                                    |
| 5.  | Kapitän zur See Owada Yoshinosuke             | 1. Dezember 1932    | 15. November 1933  |                                                                    |
| 6.  | Kapitän zur See Iwaihara Fuchina              | 15. November 1933   | 15. November 1934  |                                                                    |
| 7.  | Kapitän zur See Kazoku Komatsu Teruhisa       | 15. November 1934   | 2. Dezember 1935   |                                                                    |
| 8.  | Kapitän zur See Tozuka Michitarō              | 2. Dezember 1935    | 16. November 1936  |                                                                    |
| 9.  | Kapitän zur See Fukuda Ryozo                  | 16. November 1936   | 1. Dezember 1937   |                                                                    |
| 10. | Kapitän zur See Iwagoe Kanki                  | 1. Dezember 1937    | 10. Oktober 1939   |                                                                    |
| -   | Kapitän zur See Sato Tsutomu                  | 10. Oktober 1939    | 15. November 1939  | Kommandant der Kinugasa, mit der Wahrnehmung der Geschäfte betraut |
| 11. | Kapitän zur See Yatsushiro Sukeyoshi          | 15. November 1939   | 15. November 1940  |                                                                    |
| 12. | Kapitän zur See Takama Tamotsu                | 15. November 1940   | 20. August 1941    |                                                                    |
| 13. | Kapitän zur See/Konteradmiral Kiyota Takahiko | 20. August 1941     | 16. November 1942  |                                                                    |
| 14. | Kapitän zur See Sone Akira                    | 16. November 1942   | 10. September 1943 |                                                                    |
| 15. | Kapitän zur See Shibuya Shiro                 | 10. September 1943  | 20. August 1944    |                                                                    |
| 16. | Kapitän zur See Kanooka Enpei                 | 20. August 1944     | 5. November 1944   | mit dem Schiff untergegangen                                       |

## Detaillierte technische Daten
- Wasserverdrängung (Standard): 10.000 tn.l.
- Wasserverdrängung (maximal): 13.300 tn.l.
- Länge (über alles): 203,76 m
- Länge (zwischen den Loten): 192,38 m
- Breite: 19,00 m
- Tiefgang: 5,89 m (maximal)
- Bewaffnung (1941):
  - zehn 20,3-cm-SK L/50 in fünf Doppeltürmen
  - acht 12,7-cm-Mehrzweck-SK L/40 in vier Doppellafetten
  - acht 2,5-cm-Flak in vier Doppellafetten
  - vier 13,2-mm-Fla-Maschinengewehre in zwei Doppellafetten
  - 16 Torpedorohre 60,9 cm (vier drehbare Vierlingsrohrsätze)
- Panzerschutz:
  - Panzerdeck: 35 mm
  - Oberdeck: 13–25 mm
  - Seiten: 102 mm
  - Türme: 25 mm (Splitterschutz)
  - Barbetten: 76 mm
- Maschinenanlage:
  - 12 Kampon-Öl-Kessel (in acht Kesselräumen)
  - je vier Getriebeturbinen und Wellen
  - 130.000 WPS (auf vier Schrauben)
- Höchstgeschwindigkeit: 35,5 Knoten
- Reichweite: 8.000 Seemeilen bei 14 Knoten
- Treibstoffvorrat: 2.470 tn.l. Heizöl
- Besatzung: 773 (im späteren Kriegsverlauf mehr als 900)